# Saekle Greijdanus
Saekle Greijdanus (Arum, 1 mei 1871 - Zwolle, 19 mei 1948) was een Nederlands theoloog van gereformeerden huize. Greijdanus was eerst hoogleraar binnen de Gereformeerde Kerken. In 1944 ging hij met Klaas Schilder over naar de Gereformeerde Kerken (vrijgemaakt), een afsplitsing van bovengenoemde kerken.
Greijdanus studeerde theologie aan de Vrije Universiteit in Amsterdam. Hij promoveerde in 1903 op een dissertatie over "Menswording en Vernedering", een dogmatisch onderwerp. Later bekwaamde hij zich verder in de wetenschap van het Nieuwe Testament. 
Hij diende de Gereformeerde kerken van Rozenburg, Zuid-Beijerland en Paesens-Moddergat. In 1917 volgde zijn benoeming tot hoogleraar aan de toenmalige Theologische Hogeschool in Kampen. Zijn oratie ging over Schriftgeloof en Exegese. 
Samen met zijn collega Frederik Willem Grosheide heeft Greijdanus zich verdienstelijk gemaakt door verschillende commentaren op Bijbelboeken. Zo schreef hij een commentaar op Lucas en Romeinen in de bekende serie van de Bottenburg-commentaren. 
Reeds in zijn studententijd had Greijdanus kritiek op de leerstellige opvattingen van de gereformeerde voorman Abraham Kuyper. Dit leidde er in 1944 toe dat hij meeging met de zogeheten Vrijmaking. Daarna is hij ondanks zijn gevorderde leeftijd nog enige tijd hoogleraar geweest aan de Theologische Hogeschool van de Vrijgemaakten Kerk.
Na zijn dood is er in 1959 Het Greijdanus College  naar hem vernoemd.